# بوريسلاف ميكايلوف
بوريسلاف ميكايلوف ميهايلوف (ويسمى احيانا ميخائيلوف) (بالبلغارية: Борислав Биcepoв Михайлов)‏؛ ولد في 12 فبراير 1963 ) حارس مرمى كرة قدم بلغاري سابق والرئيس الحالي للإتحاد البلغاري لكرة القدم، وعضو اللجنة التنفيذية الاتحاد الأوروبي لكرة القدم. وكان كابتن المنتخب الوطني البلغاري أثناء كأس العالم لكرة القدم 1994، وكذلك بطولة أمم أوروبا لكرة القدم 1996. كما لعب في نهائيات كأس العالم لكرة القدم عام 1986، وهو حاليا ثاني أكثر لاعب لعب لبلغاريا المنتخب الوطني مع 102 مباراة دولية (60 قائدا)، وراء ستيلييان بتروف. لعب لفرق مثل نادي بيلينينسش في البرتغال، ونادي ميلوز الفرنسي.

## روابط خارجية
- بوريسلاف ميكايلوف على موقع الاتحاد الدولي (مؤرشف)  (الإنجليزية)
- بوريسلاف ميكايلوف على موقع قاعدة بيانات كرة القدم.إي يو (الإنجليزية)
- بوريسلاف ميكايلوف على موقع ليكيب (الفرنسية)
- بوريسلاف ميكايلوف على موقع ليكيب (الفرنسية)
- بوريسلاف ميكايلوف على موقع ناشيونال فوتبول تيمز (الإنجليزية)
- بوريسلاف ميكايلوف على موقع Soccerbase.com (لاعب) (الإنجليزية)
- بوريسلاف ميكايلوف على موقع عالم كرة القدم.نت (الإنجليزية)